# Valgus hemipterus
Valgus hemipterus es una especie de coleóptero de la familia Scarabaeidae.
Mide 6–10 mm. El color de base es castaño o negro con marcas de color claro. Las de las hembras son más oscuras. Los élitros son cortos y no cubren todo el abdomen.
Se los encuentra de mayo a junio en flores o madera, son relativamente comunes. Son univoltinos e hibernan en estadio de pupa. La hembra deposita huevos en madera húmeda o semipodrida. Las larvas habitan en el suelo y se alimentan de madera muerta de abedules y otros árboles.
Habitan en el Paleártico: Europa, el Magreb y Asia; introducido en Norteamérica.